# Limon (Cuneo)
Limon (italià: Limone Piemonte) és un municipi a la regió del Piemont (Itàlia). L'any 2007 tenia 1.564 habitants. Està situat a la Val Vermenanha, dins de les Valls Occitanes. Limita amb els municipis de Briga Alta, Entraigas, la Briga (Alps Marítims), Tenda (Alps Marítims), Vernante, Robilante, Roccavione i Borgo San Dalmazzo.
| Període | Identitat        | Partit        |
| ------- | ---------------- | ------------- |
| 2004-   | Domenico Clerico | Llista cívica |